# Barycnemis
Barycnemis is een geslacht van insecten uit de orde vliesvleugeligen (Hymenoptera) en de familie Ichneumonidae.

## Soorten
- B. agilis (Holmgren, 1860)
- B. alpina (Strobl, 1901)
- B. angustipennis (Holmgren, 1860)
- B. bellator (Muller, 1776)
- B. blediator (Aubert, 1970)
- B. claviventris (Gravenhorst, 1829)
- B. confusa Horstmann, 1981
- B. deserta Schwarz, 2003
- B. dissimilis (Gravenhorst, 1829)
- B. exhaustator (Fabricius, 1798)
- B. filicornis (Thomson, 1889)
- B. frigida Schwarz, 2003
- B. gracillima (Thomson, 1889)
- B. gravipes (Gravenhorst, 1829)
- B. guttulator (Thunberg, 1824)
- B. harpura (Schrank, 1802)
- B. linearis Ashmead, 1895
- B. probloides Horstmann, 1981
- B. punctifrons Horstmann, 1981